# Милисав Шурбатовић
Милисав Шурбатовић (7. април 1915 — Лос Анђелес, 23. јун 1993) био је амерички инжењер српског порекла, припадник „српске седморке” која је учествовала у свемирској мисији Аполо, као и поручник Југословенске војске у Отаџбини током Другог светског рата.

## Биографија
Шурбатовић је рођен 7. априла 1915. године. Старином је из братства Шурбатовића из Чева код Никшића. Други светски рат је провео као поручник у штабу Врховне команде Југословенске војске у Отаџбини. Након рата је отишао у емиграцију.
Као члан "српске седморке", коју су чинили Милојко Вуцелић, Данило Бојић, Павле Дујић, Петар Галовић, Славољуб Вујић и Дејвид Вујић, радио је на пројектовању приземљења и одвајања свемирских објеката на површини Месеца у оквиру НАСА пројекта Аполо.
Умро је 23. јуна 1993. године у Лос Анђелесу. Сахрањен је на локалном Српском гробљу.